# Sick building syndrome
Sick building syndrome (SBS; dall'inglese: sindrome dell'edificio malato) è una sindrome descritta come una situazione in cui gli occupanti di un edificio manifestano fenomeni che appaiono legati al tempo passato in un edificio, ma senza che possano essere identificate cause specifiche o malattie.
Solitamente, l'edificio "malato" presenta problemi nel sistema di riscaldamento, ventilazione e condizionamento (HVAC). Altri problemi derivano dal fenomeno di outgassing di alcuni materiali usati nella costruzione dello stesso, dalla presenza di volatile organic compound (VOC), di muffe (mold health issues), dalla non evacuazione dell'ozono (come quello prodotto da una fotocopiatrice) o dalla mancanza di filtrazione del ricircolo dell'aria (Minimum Efficiency Reporting Value).
Nel 1984 la World Health Organization scrisse che fino al 30% dei nuovi edifici al mondo presentavano problemi di qualità dell'aria interna.

## Storia
Nei tardi anni 1970, venne notata una non specifica sintomatologia che si presentava negli abitanti di nuovi edifici o uffici o infermerie. Questa condizione venne chiamata "office illness”. Il termine "Sick Building Syndrome" fu coniato dall'Organizzazione mondiale della sanità nel 1986, che ha stimato un 10-30% di "affetti" tra nuovi edifici. Anche studi danesi e britannici riportarono dei casi.
Uno studio svedese considerò il "sick building" come causa di epidemie di allergia. Negli anni 1990, vennero pubblicati vari studi sulla condizione e si contrapposero i "sick buildings" con gli "healthy buildings". Alcuni produttori di materiali edili modificarono le loro composizioni chimiche e vennero modificate le regole di buon funzionamento dei sistemi di ventilazione.
Nel 1999, uno studio del Istituto Karolinska di Stoccolma mise in discussione il termine SBS come sindrome. Nel 2006 il ministero della salute svedese raccomandò, attraverso il Läkartidningen, che la "Sick building syndrome" non poteva più essere diagnosticata come una malattia.

## Buona norma
L'ASHRAE (American Society of Heating, Refrigeration and Air Conditioning Engineers) ha codificato lo standard IAQ (Indoor Air Quality). ASHRAE ha determinato quale sia un accettabile ricambio d'aria fresca e ha misurato quanta anidride carbonica sia accettabile. Si ritene che questi accorgimenti abbiano fermato l'epidemia di SBS negli Stati Uniti.

## Sintomi
L'esposizione a bioaerosol è documentata con sintomi come irritazione agli occhi, al naso, alla gola, alla pelle, ipersensitività non specifica, concomitanza di malattie infettive; e sensazione di odore e sapore.
Nella maggior parte dei casi, i soggetti che presentano sick building syndrome, riportano una remissione dei sintomi quando si allontanano dall'edificio.

## Prevenzione
- Pulizia dei pavimenti per rimuovere alghe, muffe e Gloeocapsa magma.
- Utilizzare ozono per cancellare tracce di muffe, batteri, virus e qualunque odore con la tecnica High-ozone shock treatment.
- Rimozione di soffitti ammuffiti.
- Utilizzo di vernici, adesivi, solventi e pesticidi in aree ventilate e non occupate da persone.
- Incrementare il ricambio d'aria come raccomandato dalla American Society of Heating, Refrigeration and Air-Conditioning Engineers: 8.4 cambi ogni 24 ore.
- Manutenzione adeguata dei sistemi HVAC.
- Utilizzo di raggi UV-C nei sistemi HVAC.
- Installazione di sistemi di pulizia aria o dispositivi anti bioeffluent (people odors).
- Aspirazione delle polveri con filtri HEPA (che trattengono il 99,97% delle particelle di dimensioni fino a 0,3 micrometri).
- Utilizzo di piante assorbi tossine, come sansevieria.[9][10][11][12]

Può esservi differenza di sesso nelle manifestazioni di sintomi SBS, dato che la letteratura scientifica mostra maggior sensibilità da parte del sesso femminile, come la secchezza delle mucose e eritema facciale.